# Cantore Gospel
Cantore Gospel – chór gospel ze Stargardu założony we wrześniu 2002 roku.
Chór powstał w wyniku połączenia dwóch chórów szkolnych z Gimnazjum nr 4 oraz I Liceum Ogólnokształcącego im. A. Mickiewicza. Założycielką i dyrygentką jest Maria Pyra. W chórze obecnie śpiewa około 30 osób.
Cantore Gospel jest gospodarzem i organizatorem Międzynarodowego Festiwalu Muzyki Gospel „Stargard Gospel Days”. W roku 2010 zdobył II miejsce oraz specjalne wyróżnienie dla dyrygentki Marii Pyry w XIV konkursie chórów na Międzynarodowym Festiwalu Muzyki Gospel Camp Meeting w Osieku.
Chór działa w strukturach Stargardzkiego Centrum Kultury.